# Vasîlivka, Tulciîn
Vasîlivka (în ucraineană Василівка) este un sat în comuna Zaozerne din raionul Tulciîn, regiunea Vinnița, Ucraina.

## Demografie
Componența lingvistică a localității Vasîlivka
     Ucraineană (99,19%)
     Alte limbi (0,6%)
Conform recensământului din 2001, majoritatea populației localității Vasîlivka era vorbitoare de ucraineană (99,19%), existând în minoritate și vorbitori de alte limbi.